# 디아블로 (비디오 게임 시리즈)
디아블로 시리즈는 블리자드에서 만든 액션 롤플레잉 게임 시리즈이다. 디아블로, 디아블로 II, 디아블로 III 세 게임이 출시되었다. 디아블로 IV가 2019 블리즈컨에서 공개되었으며 2022년 이후 출시될 예정이다.

## 주요 작품
- 디아블로
  - 디아블로: 헬파이어
- 디아블로 II
  - 디아블로 II: 파괴의 군주
- 디아블로 III
  - 디아블로 III: 영혼을 거두는 자
- 디아블로 IV

## 다른 매체
- 소설 디아블로: 죄악의 전쟁